# Ian Garrison
Ian Garrison (Decatur, 14 aprile 1998) è un ciclista su strada statunitense.
Nel 2019 si è laureato campione nazionale a cronometro.

## Palmarès

### Strada
- 2016 (Juniores)

4ª tappa Tour de l'Abitibi (Malartic > Malartic)
- 2017 (Axeon Hagens Berman, una vittoria)

4ª tappa Tour de Beauce (Québec > Québec)
- 2019 (Hagens Berman Axeon, due vittorie)

Campionati statunitensi, Prova a cronometro Under-23
Campionati statunitensi, Prova a cronometro Elite

#### Altri successi
- 2017 (Axeon Hagens Berman)

Prologo Tour Alsace (Sausheim, cronosquadre)
- 2018 (Hagens Berman Axeon)

Prologo Tour Alsace (Sausheim, cronosquadre)

## Piazzamenti

### Grandi giri
- Vuelta a España

2020: 127º

### Competizioni mondiali
- Campionati del mondo

Doha 2016 - Cronometro Junior: 3º
Doha 2016 - In linea Junior: 111º
Bergen 2017 - In linea Under-23: ritirato
Yorkshire 2019 - Cronometro Under-23: 2º
Yorkshire 2019 - In linea Under-23: 90º